# خوسيه سانتوس روميرو
خوسيه سانتوس روميرو (بالإسبانية: José Santos Romero)‏ (3 نوفمبر 1951 ببوينس آيرس في الأرجنتين - ) هو مدرب كرة قدم ولاعب كرة قدم أرجنتيني في مركز الوسط. لعب مع Club Atlético Temperley ‏ ونادي أتليتكو للبنين ‏.

## وصلات خارجية
- خوسيه سانتوس روميرو على موقع قاعدة بيانات كرة القدم.إي يو (الإنجليزية)
- خوسيه سانتوس روميرو على موقع Soccerway.com (الإنجليزية)